# Эскадренные миноносцы типа «Инженер-механик Зверев»
Эскадренные миноносцы типа «Инженер-механик Зверев» — тип эскадренных миноносцев Российского императорского флота. До 1907 года числились миноносцами.

## Строительство
Всего в период с 1904 по 1907 год было построено 10 эскадренных миноносцев этого типа.
Строительство всех кораблей велось на верфи Фридриха Шихау в Эльбинге. Первые два эсминца были доставлены из Германии во Владивосток, где в бухте Улисс проходила их сборка специалистами немецкой фирмы. Окончательная сборка остальных эсминцев проходила в Германии. Стоимость каждого из первых двух эсминцев составила 605 000 рублей, остальные эсминцы были оценены в сумму 637 000 рублей.
За время военных действий были высказаны пожелания.
Торпеды желательно иметь новейшие от Уайтхеда; в настоящую войну наши торпеды были во всех отношениях хуже японских.
47-мм пушки оказались совершенно ненужными и в войне не употреблявшиеся. Артиллерия должна быть одного калибра. Поэтому вместо пяти 47-мм пушек решено было установить одно 76-мм орудие, а не три 57-мм пушки.
В 1904 году Российский флот принял торпеду Уайтхеда калибра 450 мм. В русско-японской войне торпеда обр. 1904 года практически не использовалась.
Русские 450-мм торпеды образца 1904 года длиной 5,13 метра массой 648 кг (заряда взрывчатого вещества — 70 кг) имели два режима 800 м на 33 узлах и 2000 м на 25.
45-см торпеды применяемым японским флотом: Тип 37 (1904) длиной 4,95 м, массой 541 кг (ВВ 90 кг), тоже имевшими два режима хода: 1000 м на 28 узлах и 3000 м на 15.

## Конструкция
«Полная неспособность к отдаленным от берегов экспедициям» 350 тонных миноносцев типа «Буйный» постройки Невского завода, сделали первоочередной задачей пополнение эскадры новыми мореходными миноносцами.
Конструкция во многом была аналогичной конструкции эскадренных миноносцев типа «Кит» с небольшими изменениями: деревянный настил командирского мостика был заменён 3-мм стальным, была усовершенствована конструкция котельных трубок (усовершенствование обеспечило более надёжную работу котлов).

## Вооружение
От установки 47-мм пушек на эсминцы этого типа отказались, вместо них была установлена одна дополнительная 75-мм пушка (таким образом, корабли вооружались двумя 75-мм орудиями вместо одного у более ранних миноносцев). Общее количество пулемётов было доведено до шести. Эсминцы были снабжены станциями беспроволочного телеграфа. Для растяжки радиоантенн на каждом из эсминцев устанавливались по 2 мачты.